# Ist
Ist (italijansko: Isto) je otok, ki leži v severnem delu Zadrskega otočja  v Srednjem Jadranu. Na jugu se skoraj stika z otokom Molat, od katerega ga loči ozek morski preliv Zapuntel. S površino 9,73 km² spada med manjše naseljene hrvaške otoke.

## Geografija
Najvišji vrh na otoku je 174 mnm visoka Straža. Višje ležeči deli otoka so porasli z gosto rastočim zimzelenim sredozemskim grmovjem (makija), nižji predeli pa so zasajeni z vinogradi in oljkami. Na obronkih Straže je tudi nekaj borovega gozda. Obala je pretežno strma, samo južni del otoka se bolj položno spušča proti morju. Zaliva Kozirača na severozahodni in Široka na jugovzhodni obali sta primerna za pristajanje manjših ladij in služita kot pristanišči za edino naselje na otoku.
Na otoku stojijo trije svetilniki. Prvi stoji v zalivu Široka na koncu 80 m dolgega pomola v pristanišču naselja Ist in oddaja svetlobni signal: Z Bl 3s. Nazivni domet svetilnika je 4 milje. Drugi svetilnik stoji v zalivu Kozirača na koncu 40 m dolgega pomola ob katerm pristaja trajekt in oddaja svetlobni signal: B Bl(2) 5s. Tretji svetilnik pa stoji ob prelivu Zapuntel in oddaja svetlobni signal RB Bl 4s. Nazivni domet svetilnika je 4 milje. 

## Zgodovina
Ist je v starih zapiskih pod imenom Ost prvič omenjen leta 1311. Leta 1527 so je otok imenoval Isto. Obe imeni sta ilirskega izvora, njun pomen pa je nepoznan. Ko so otok pričeli naseljevati Hrvati so ohranili številna imena staroselecev za zalive rte in otoke v okolici Ista: npr. Funestrala, Klunda, Skrividača, Turtula itd.